# Плёнка Мёбиуса

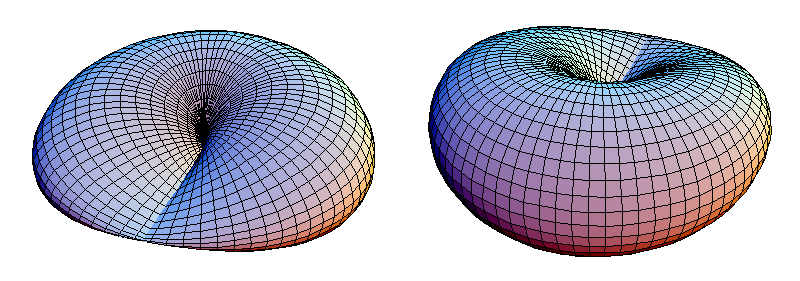
Плёнка Мёбиуса с приклеенным диском (гомеоморфна вещественной проективной плоскости).

Лента Мёбиуса как склейка обычной ленты по границе с самой собой.

Плёнка Мёбиуса, или кросс-кэп (от англ. cross-cap — «перекрещивающаяся шляпа»), или скрещенный колпак, — определённое погружение ленты Мёбиуса в трёхмерное пространство, отличающее от стандартного тем, что при нём граница ленты вытянута в окружность и её можно заклеить диском, но при этом поверхность самопересекается.
Плёнку Мёбиуса можно представить себе так: возьмём ленту и поделим одну из её границ пополам; приклеим к границе две молнии в одном направлении, согнём их пополам и застегнём одну с другой. Получится поверхность, изображённая на картинке Архивная копия от 12 мая 2019 на Wayback Machine: вертикальная линия — это дважды проходящая молния (сначала вверх, потом вниз). Из схемы склейки нетрудно увидеть, что получившаяся поверхность гомеоморфна ленте Мёбиуса.
При заклеивании диска из плёнки Мёбиуса получается вещественная проективная плоскость. Действительно, ленту можно разложить как кольцо вокруг диска, тогда граница расширенного диска будет состоять из двух застёжек, направленных одинаково; поверхность, получающаяся при склейке у диска противоположных точек — это и есть вещественная проективная плоскость.